# Grand Prix Jihoafrické republiky 1993
Grand Prix Jihoafrické republiky 1993 (XXVII South African Grand Prix), 1. závod 44. ročníku mistrovství světa jezdců Formule 1 a 35. ročníku poháru konstruktérů, historicky již 533. grand prix, se již tradičně odehrála na okruhu Kyalami.

## Výsledky

### Kvalifikace
| Pořadí | Číslo | Jezdec               | Konstruktér               | Čas      | Odstup |
| ------ | ----- | -------------------- | ------------------------- | -------- | ------ |
| 1      | 2     | Alain Prost          | Williams – Renault        | 1:15.696 |        |
| 2      | 8     | Ayrton Senna         | McLaren – Ford            | 1:15.784 | +0.088 |
| 3      | 5     | Michael Schumacher   | Benetton – Ford           | 1:17.261 | +1.565 |
| 4      | 0     | Damon Hill           | Williams – Renault        | 1:17.592 | +1.896 |
| 5      | 27    | Jean Alesi           | Ferrari                   | 1:18.234 | +2.538 |
| 6      | 30    | Jyrki Järvilehto     | Sauber – Ilmor            | 1:18.664 | +2.968 |
| 7      | 6     | Riccardo Patrese     | Benetton – Ford           | 1:18.676 | +2.980 |
| 8      | 26    | Mark Blundell        | Ligier – Renault          | 1:18.687 | +2.991 |
| 9      | 7     | Michael Andretti     | McLaren – Ford            | 1:18.786 | +3.090 |
| 10     | 29    | Karl Wendlinger      | Sauber – Ilmor            | 1:18.950 | +3.254 |
| 11     | 19    | Philippe Alliot      | Larrousse – Lamborghini   | 1:19.034 | +3.338 |
| 12     | 25    | Martin Brundle       | Ligier – Renault          | 1:19.138 | +3.442 |
| 13     | 23    | Christian Fittipaldi | Minardi – Ford            | 1:19.285 | +3.589 |
| 14     | 14    | Rubens Barrichello   | Jordan – Hart             | 1:19.305 | +3.609 |
| 15     | 28    | Gerhard Berger       | Ferrari                   | 1:19.386 | +3.690 |
| 16     | 11    | Alessandro Zanardi   | Lotus – Ford              | 1:19.396 | +3.700 |
| 17     | 12    | Johnny Herbert       | Lotus – Ford              | 1:19.498 | +3.802 |
| 18     | 15    | Ivan Capelli         | Jordan – Hart             | 1:19.759 | +4.063 |
| 19     | 20    | Erik Comas           | Larrousse – Lamborghini   | 1:20.081 | +4.385 |
| 20     | 10    | Aguri Suzuki         | Footwork – Mugen-Honda    | 1:20.237 | +4.541 |
| 21     | 3     | Ukjó Katajama        | Tyrrell – Yamaha          | 1:20.401 | +4.705 |
| 22     | 9     | Derek Warwick        | Footwork – Mugen-Honda    | 1:20.402 | +4.706 |
| 23     | 4     | Andrea de Cesaris    | Tyrrell – Yamaha          | 1:20.660 | +4.964 |
| 24     | 24    | Fabrizio Barbazza    | Minardi – Ford            | 1:20.994 | +5.298 |
| 25     | 21    | Michele Alboreto     | Scuderia Italia – Ferrari | 1:21.893 | +6.197 |
| 26     | 22    | Luca Badoer          | Scuderia Italia – Ferrari | 1:24.737 | +9.041 |

### Závod
| Pořadí | Číslo | Jezdec               | Konstruktér           | Kola | Čas/odstoupení | Start | Body |
| ------ | ----- | -------------------- | --------------------- | ---- | -------------- | ----- | ---- |
| 1      | 2     | Alain Prost          | Williams-Renault      | 72   | 1:38:45.082    | 1     | 10   |
| 2      | 8     | Ayrton Senna         | McLaren-Ford          | 72   | +1:19.824      | 2     | 6    |
| 3      | 26    | Mark Blundell        | Ligier-Renault        | 71   | +1 kolo        | 8     | 4    |
| 4      | 23    | Christian Fittipaldi | Minardi-Ford          | 71   | +1 kolo        | 13    | 3    |
| 5      | 30    | Jyrki Järvilehto     | Sauber                | 70   | +2 kola        | 6     | 2    |
| 6      | 28    | Gerhard Berger       | Ferrari               | 69   | Motor          | 15    | 1    |
| 7      | 9     | Derek Warwick        | Footwork-Mugen-Honda  | 69   | Vyjetí z trati | 22    |      |
| Ret    | 25    | Martin Brundle       | Ligier-Renault        | 57   | Vyjetí z trati | 12    |      |
| Ret    | 21    | Michele Alboreto     | Lola-Ferrari          | 55   | Přehřívání     | 25    |      |
| Ret    | 20    | Érik Comas           | Larrousse-Lamborghini | 51   | Motor          | 19    |      |
| Ret    | 6     | Riccardo Patrese     | Benetton-Ford         | 46   | Vyjetí z trati | 7     |      |
| Ret    | 5     | Michael Schumacher   | Benetton-Ford         | 39   | Vyjetí z trati | 3     |      |
| Ret    | 12    | Johnny Herbert       | Lotus-Ford            | 38   | Palivový ystém | 17    |      |
| Ret    | 29    | Karl Wendlinger      | Sauber                | 33   | Motor          | 10    |      |
| Ret    | 14    | Rubens Barrichello   | Jordan-Hart           | 31   | Převodovka     | 14    |      |
| Ret    | 27    | Jean Alesi           | Ferrari               | 30   | Zavěšení       | 5     |      |
| Ret    | 19    | Philippe Alliot      | Larrousse-Lamborghini | 27   | Vyjetí z tratě | 11    |      |
| Ret    | 24    | Fabrizio Barbazza    | Minardi-Ford          | 21   | Kolize         | 24    |      |
| Ret    | 10    | Aguri Suzuki         | Footwork-Mugen-Honda  | 21   | Kolize         | 20    |      |
| Ret    | 22    | Luca Badoer          | Lola-Ferrari          | 20   | Převodovka     | 26    |      |
| Ret    | 0     | Damon Hill           | Williams-Renault      | 16   | Kolize         | 4     |      |
| Ret    | 11    | Alessandro Zanardi   | Lotus-Ford            | 17   | Kolize         | 16    |      |
| Ret    | 7     | Michael Andretti     | McLaren-Ford          | 4    | Kolize         | 9     |      |
| Ret    | 15    | Ivan Capelli         | Jordan-Hart           | 2    | Vyjetí z tratě | 18    |      |
| Ret    | 3     | Ukjó Katajama        | Tyrrell-Yamaha        | 1    | Převody        | 21    |      |
| Ret    | 4     | Andrea de Cesaris    | Tyrrell-Yamaha        | 0    | Převody        | 23    |      |

## Průběžné pořadí šampionátu
Pohár jezdců
| Pořadí | Jezdec               | Body |
| ------ | -------------------- | ---- |
| 1      | Alain Prost          | 10   |
| 2      | Ayrton Senna         | 6    |
| 3      | Mark Blundell        | 4    |
| 4      | Christian Fittipaldi | 3    |
| 5      | JJ Lehto             | 2    |

Pohár konstruktérů
| Pořadí | Konstruktér      | Body |
| ------ | ---------------- | ---- |
| 1      | Williams-Renault | 10   |
| 2      | McLaren-Ford     | 6    |
| 3      | Ligier-Renault   | 4    |
| 4      | Minardi-Ford     | 3    |
| 5      | Sauber-Ilmor     | 2    |